# 德国伊斯兰会议
德国伊斯兰会议（德語：Deutsche Islam Konferenz (DIK)）是德国政府与定居德国的穆斯林之间长期对话的机制。会议由德国前任内政部长沃尔夫冈·朔伊布勒于2006年9月27日发起。根据内政部的说法，会议的目的是“促进穆斯林在宗教和社会领域的融合，促进所有德国居民和谐共处，无论他们信仰何种宗教。”
德国伊斯兰会议的启动会议于2006年9月27日在柏林的夏洛滕堡宫举行，会议成立了德国穆斯林协调委员会。朔伊布勒之后的三任内政部长托马斯·德梅齐埃、汉斯-彼得·弗里德里希和霍斯特·泽霍费尔继续主持德国伊斯兰会议。2016年9月27日，会议举行了成立十周年纪念活动。